# Landesanstalt für Ökologie, Bodenordnung und Forsten NRW
Die Landesanstalt für Ökologie, Bodenordnung und Forsten NRW (LÖBF) war von 1994 bis 2006 eine Einrichtung des Landes Nordrhein-Westfalen mit Sitz in Recklinghausen. Bis zum 31. Dezember 2000 übernahm sie auch die Aufgaben des Landesamts für Agrarordnung (Landesanstalt für Ökologie, Bodenordnung und Forsten/Landesamt für Agrarordnung, LÖBF/LAfAO). Sie gehörte zum Geschäftsbereich des Ministeriums für Umwelt, Raumordnung und Landwirtschaft und später des Ministeriums für Umwelt und Naturschutz, Landwirtschaft und Verbraucherschutz.

## Entwicklung
Die Landesanstalt für Ökologie, Bodenordnung und Forsten/Landesamt für Agrarordnung Nordrhein-Westfalen (LÖBF/LAfAO) wurde zum 1. April 1994 als zentrale Einrichtung für Nordrhein-Westfalen im Bereich des „grünen Umweltschutzes“ neu errichtet. Sie übernahm die bisherigen Aufgaben der Landesanstalt für Ökologie, Landschaftsentwicklung und Forstplanung (LÖLF), die seit 1978 in Recklinghausen bestand (ohne Zuständigkeit für Bodennutzungsschutz und Bodenökologie), der Landesanstalt für Forstwirtschaft, der Landesanstalt für Fischerei, der Forschungsstelle für Jagdkunde und Wildschadenverhütung sowie des Landesamtes für Agrarordnung.
Die Landesanstalt für Ökologie, Bodenordnung und Forsten wurde vom Ministerium für Umwelt, Raumordnung und Landwirtschaft im Rahmen seines Geschäftsbereich nach § 14 Landesorganisationsgesetz eingerichtet und hatte hauptsächlich wissenschaftliche Aufgaben. Für den Bereich Landesamt für Agrarordnung war sie Landesoberbehörde im Bereich der Flurbereinigungsverwaltung.
Die Aufgaben des Landesamts für Agrarordnung wurden zum um 1. Januar 2001 auf die Abteilung 9 – Obere Flurbereinigungsbehörde – der Bezirksregierung Münster übertragen.
Zum 1. Januar 2007 wurde die Landesanstalt für Ökologie, Bodenordnung und Forsten aufgelöst. Sie ging zum Teil im Landesamt für Natur, Umwelt und Verbraucherschutz Nordrhein-Westfalen (LANUV), einer Landesoberbehörde, die dem Ministerium für Umwelt und Naturschutz, Landwirtschaft und Verbraucherschutz des Landes NRW nachgeordnet ist, auf. Die forstlichen und jagdlichen Aufgaben übernahm der Landesbetrieb Wald und Holz NRW.

## Organisation
In der Landesanstalt für Ökologie, Bodenordnung und Forsten wurden vier Einrichtungen mit hauptsächlich wissenschaftlichen Aufgaben und eine Behörde organisatorisch zusammengefasst. Damit sollte die Umweltverwaltung modernisiert die Effizienz gesteigert werden. Sie gliederte sich in fünf Abteilungen:
- 1: Zentrale Dienste,
- 2: Landesamt für Agrarordnung,
- 3: Ökologie, Naturschutz und Landschaftspflege,
- 4: Forsten, Waldökologie,
- 5: Fischerei und Jagd.

Sitz war Recklinghausen. Außerdem gab es Niederlassungen in Münster (Landesamt für Agrarordnung), Arnsberg (Dezernate Forsten, Waldökologie), Kirchhundem (Dezernate für Fischereiangelegenheiten) und Bonn (Dezernat Forschungsstelle für Jagdkunde und Wildschadenverhütung).
Die Behörde wurde durch einen Präsidenten geleitet. Von 1994 bis 2006 war Rolf Kalkkuhl Präsident der Landesanstalt für Ökologie, Bodenordnung und Forsten.
Dem Landesamt für Agrarordnung waren acht Ämter für Agrarordnung als Untere Landesbehörden nachgeordnet.

## Aufgaben
Die Landesanstalt für Ökologie, Bodenordnung und Forsten nahm Aufgaben nach dem Landschaftsgesetz Nordrhein-Westfalen wahr. Hierzu gehören beispielsweise die Beteiligung als Träger öffentlicher Belange in gesetzlichen Planungsverfahren, die Erfassung von Grundlagendaten und die wissenschaftliche Untersuchung ökologischer Fragen, die Beobachtung von Veränderungen in der Pflanzen- und Tierwelt sowie die Erstellung von Gutachten.
Als Landesamt für Agrarordnung war sie Obere Flurbereinigungsbehörde im Sinne des Flurbereinigungsgesetzes. Sie war damit vorgesetzte Behörde für die Ämter für Agrarordnung. Neben der Bodenordnung gehörte auch die Dorferneuerung und die Entwicklung des ländlichen Raums zum Aufgabenbereich.

## Geschichte der Fischereidezernate
Die Anfänge der Fischereidezernate der Landesanstalt für Ökologie, Bodenordnung und Forsten gehen zurück auf das Jahr 1914. Johannes Neuhaus, Landwirt des Hofes Ahe in der damaligen politischen Gemeinde Kohlhagen im Amt Kirchhundem, erhielt am 2. Mai 1914 die deichpolizeiliche Genehmigung zur Anlage einer Forellenzuchtanstalt bei Oberalbaum. Forellenzuchtanstalten dieser Art waren erforderlich, da die Pächter der Fischereien an den Bächen und Flüssen aufgrund der Pachtbedingungen verpflichtet waren, alljährlich Fischbrut auszusetzen. Deshalb entstanden außer der Brutanstalt in Oberalbaum im Amt Kirchhundem ähnliche Anlagen im Gleietal und an der Lenne bei Saalhausen, oberhalb von Flape am Flapebach und am Dollenbruch zwischen Brachthausen und Silberg.
Ursprünglich plante Johannes Neuhaus, die Forellenzuchtanstalt oberhalb von Herrntrop in der Hundemaue anzulegen. Die Gemeindevertretung Kirchhundem legte in diesem Zusammenhang in der Sitzung vom 3. März 1913 die Bedingungen für die Umnutzung eines Fußpfades als Fahrweg fest. Die Gründe, warum diese Anlage nicht realisiert worden ist, sind nicht dokumentiert. Vielleicht war der Grunderwerb für Johannes Neuhaus in Albaum günstiger.
Die Forellenzuchtanstalt in Oberalbaum legte Johannes Neuhaus auf dem von Landwirt Emil Heins sen. angekauften Grundstück an. Um die Teiche vor dem zeitweise eintretenden Hochwasser des Albaumer Baches zu schützen, war die Errichtung eines Deiches erforderlich. Am 7. Februar 1914 erhielt er vom Regierungspräsidenten in Arnsberg die Erlaubnis, in den Fischwässern der Gemeinde Wingeshausen im Kreis Wittgenstein Laichforellen während der Winterschonzeit zu fangen unter der Bedingung, diese im Interesse der Fischzucht zu verwenden.
1916 war die Forellenzuchtanstalt Neuhaus in Albaum offenbar schon in Betrieb, denn der Vorsitzende des Kreisfischereivereins Olpe, Geheimer Regierungsrat Freusberg, ordnete an, dass durch sie die Lieferung der Forellenbrut für die Besetzung des gesamten Hundemgebietes bis Welschen Ennest erfolgen sollte. Ähnliche Anordnungen gab es auch für die nachfolgenden Jahre. In den Hungerjahren des Ersten Weltkrieges leistete das Fischereiwesen einen wichtigen Beitrag zur Nahrungsmittelversorgung. Eine Abrechnung von 1927 zeigt, dass Johannes Neuhaus die Forellenzuchtanstalt in Albaum noch betrieb.
Dem Bericht des Sauerländischen Volksblattes vom 27. Juli 1931, nach dem die Forellenzuchtanstalt in Albaum Ende 1929/Anfang 1930 von einem Herrn Müller aus Kirchhundem an das Preußische Ministerium für Landwirtschaft, Domänen und Forsten verkauft worden ist, liegt wahrscheinlich ein Irrtum zugrunde. Die Anlage dürfte sich bis zum Verkauf im Eigentum von Johannes Neuhaus befunden haben.
Durch Vertrag vom 15. September 1930 verpachtete die amtsangehörige Gemeinde Kirchhundem der Lehr- und Versuchsanstalt für Forellenzucht in Albaum für einen jährlichen Pachtpreis von 250 Mark die Fischerei in den Gewässern der Ortsgemarkung Ober- und Niederalbaum.
Das Ministerium kam mit dem Erwerb der Forellenzuchtanstalt und der Anpachtung der Fischerei dem Wunsch deutscher Forellenzüchter nach, eine Lehrforellenzuchtanstalt zu schaffen, die auf wissenschaftlich-kritischem Weg die in der Zucht gemachten Erfahrungen prüfen sollte. Nach dem Ausbau der Anlagen fand am 25. Juli 1931 die Einweihung der ersten Lehr- und Versuchsanstalt für Forellenzucht Preußens in Albaum statt. Sie unterstand bis 1938 verwaltungsmäßig dem Oberfischmeister bei der zuständigen Provinzialregierung in Münster. Dann wurde sie der Reichsanstalt für Fischerei mit Sitz in Berlin-Friedrichshagen angeschlossen. Zwischen 1938 und 1941 wurde ihr das Institut für Fischereiliche Abwasserkunde in Münster angegliedert.
Nach der Gründung des Landes Nordrhein-Westfalen 1946 unterstand die Albaumer Anstalt der Fach- und Dienstaufsicht des Ministers für Ernährung, Landwirtschaft und Forsten des Landes Nordrhein-Westfalen; seit 1947 trug sie die Bezeichnung „Landesanstalt für Fischerei Nordrhein-Westfalen“.

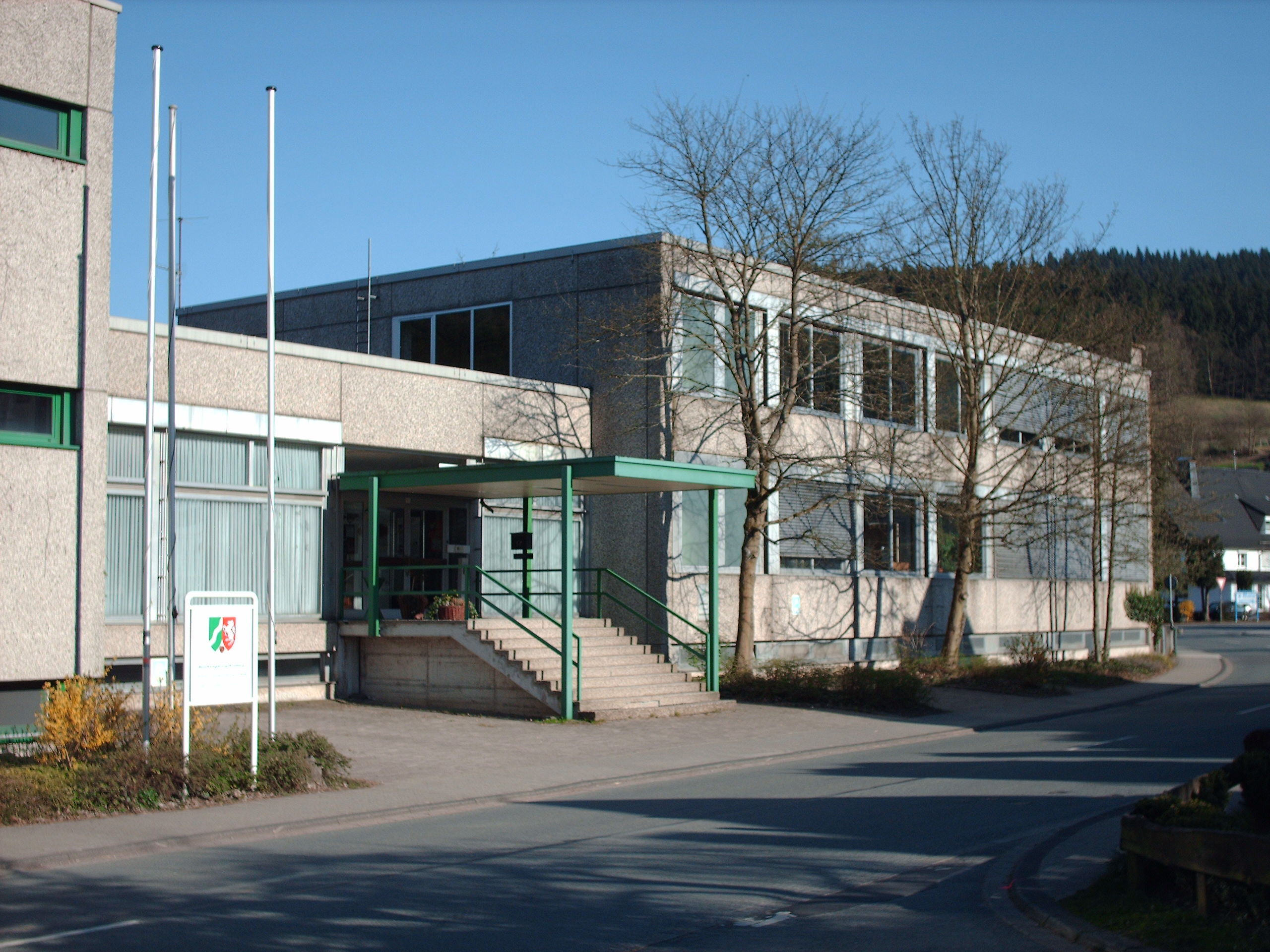
Fischereidezernat Albaum

In den 1960er Jahren wurde der Neubau des Verwaltungs- und Laborgebäudes der Landesanstalt geplant, das 1972 fertiggestellt und bezogen werden konnte. Direkt an der Heinsberger Straße gelegen hat der Baukörper mit Flachdach und Waschbetonfassade ortsbildprägenden Charakter für diesen Teil der Ortschaft Albaum.
Seit 1994 war die Landesanstalt für Fischerei in Albaum als Fischereidezernat der Landesanstalt für Ökologie, Bodenordnung und Forsten NRW angegliedert und gehört seit dem 1. Januar 2007 zum Fachbereich 26 (Fischereiökologie) des Landesamts für Natur, Umwelt und Verbraucherschutz Nordrhein-Westfalen (LANUV NRW).